# جاكي كريستيانسن
جاكي كريستيانسن (بالدنماركية: Jackie Christiansen)‏ هو منافس ألعاب قوى دنماركي، ولد في 5 مارس 1977.